# إيرني روش
إيرني روش هو لاعب هوكي الجليد كندي، ولد في 4 فبراير 1930 في مونتريال في كندا، وتوفي في 2 يناير 1988.

## وصلات خارجية
- إيرني روش على موقع دوري الهوكي الوطني (الإنجليزية)
- إيرني روش على موقع EliteProspects.com (الإنجليزية)
- إيرني روش على موقع HockeyDB.com (الإنجليزية)
- إيرني روش على موقع Hockey-Reference.com (الإنجليزية)